# Hoplistoscelis sericans
Hoplistoscelis sericans är en insektsart som först beskrevs av Reuter 1872.  Hoplistoscelis sericans ingår i släktet Hoplistoscelis och familjen fältrovskinnbaggar. Inga underarter finns listade i Catalogue of Life.